# Kudeta
Kudeta (een Indonesische fonetisering van het Franse coup d'état, staatsgreep) is een term die in Indonesië wordt gebruikt voor de staatsgreep van 1965, waarbij een einde kwam aan de heerschappij van president Soekarno en de macht werd overgenomen door generaal Soeharto.
Jarenlang had Soekarno zijn macht weten te handhaven door de conservatieve legerleiding en de PKI (Partai Komunis Indonesia) tegen elkaar uit te spelen. Conservatieven en moslims zagen de grote machtspositie van de PKI met lede ogen aan - en hetzelfde gold voor de Verenigde Staten.
In de nacht van 30 september op 1 oktober 1965 kwam het smeulende conflict tot een uitbarsting, onder omstandigheden die nooit volkomen zijn opgehelderd. Een aantal met het communisme sympathiserende luchtmachtofficieren ondernam een staatsgreep, waarbij enkele conservatieve generaals werden gedood. Legerleider Nasoetion wist maar op het nippertje te ontsnappen. Het contra-verzet tegen deze mislukte staatsgreep werd geleid door generaal Soeharto, die spoedig daarop de sterke man van Indonesië werd, onder andere door de ondertekening van de Supersemar op 11 maart 1966.
Soekarno werd door Soeharto en zijn aanhangers van samenspanning met de communistisch gezinde officieren verdacht en werd van de macht beroofd, ook al bleef hij nog enige tijd in naam president.
Islamitische groeperingen gebruikten de onderdrukking van de coup als een voorwendsel om af te rekenen met iedereen die zij van communistische sympathieën verdachten. Naar schatting werden er bij deze genocide minstens 500.000 mensen gedood. MIsschien een miljoen mensen werden gearresteerd en zouden - vaak zonder proces - jarenlang in kampen gedetineerd blijven.
Buitengewoon bloedig was de Kudeta op Oost-Java, maar ook op het hindoeïstische Bali, waar op (destijds) 1,5 mln inwoners 30.000 mensen werden gedood, en op Sumatra (zie ook The Act of Killing).

## Betrokkenheid Verenigde Staten
In een artikel van de Spartanburg Herald-Journal (later opgepikt door de San Francisco Examiner en de Washington Post) rapporteerde journalist Kathy Kadane over Robert J. Martens, die van 1963 tot 1966 een politieke functie had aan de ambassade van de Verenigde Staten in Jakarta. Hij zou hebben gezegd dat senior VS-diplomaten en CIA-medewerkers lijsten hadden opgesteld van actieve communisten en een lijst van ca 5000 namen aan het Indonesische leger hadden gegeven, terwijl dat aan het vechten was tegen de PKI en zijn sympathisanten. Kadane schreef, dat Joseph Lazarsky, plaatsvervangend vestigingshoofd van de CIA in Jakarta, in 1965 zei: "We krijgen een goed overzicht in Jakarta van wie wordt opgepakt". Het leger had een dodenlijst met ongeveer 4000 of 5000 namen. Kadane schreef verder, dat de uitgifte van die namen was goedgekeurd door de top van de ambassade van de VS: ambassadeur Marshall Green, plaatsvervangend missiehoofd Jack Lydman en hoofd van de politieke afdeling Edward Masters. Kadane schreef dat Howard Federspiel, de Indonesië expert aan het State Department's Bureau of Intelligence and Research in 1965, zei: "Niemand kon het schelen, zo lang het maar communisten waren die werden afgeslacht. Niemand wond zich er erg over op."
Op 2 december 1965 keurde ambassadeur Marshall Green een voorstel goed om vijftig miljoen rupiah beschikbaar te stellen aan wat hij noemde, de "Kap-Gestapu beweging," die hij beschreef als een "door het leger geïnspireerd, maar door burgers geleide actiegroep" die "de last droeg van de lopende onderdrukkende inspanningen gericht op de PKI, vooral in Midden Java." "De kans op ontdekking of onthulling van onze steun hieraan zijn zo minimaal als een 'black bag operation' maar kan zijn."
De Verenigde Staten gingen door met het leveren van wapens, tactische communicatie-middelen en logistieke hulpmiddelen gedurende de moordpartijen, sommige expliciet aangemerkt "om Moslim en nationalistische jongeren in Midden-Java te bewapenen voor gebruik tegen de PKI." 
Brad Simpson, historicus aan de Princeton Universiteit en directeur van het Indonesië/Oost-Timor Documentatie Project aan de George Washington Universiteit, stelde, dat "de Verenigde Staten direct betrokken waren tot op het niveau dat zij het Indonesische leger voorzagen van assistentie om de massale slachtpartijen te faciliteren." 
Op 5 oktober 1965 telegrafeerde Green aan Washington hoe de V.S. "de ontwikkelingen naar onze hand konden zetten". Het plan was om de naam van de PKI en zijn 'beschermer' Soekarno te bezoedelen. De propaganda moest gebaseerd worden "op het verspreiden van een verhaal over de schuld, het verraad en de wreedheid van de PKI". Op het hoogtepunt van het bloedbad verzekerde Green generaal Suharto ervan: "De VS zijn in zijn algemeenheid welwillend over en in bewondering voor wat het leger aan het doen is."
Diplomatieke telex-berichten, die vrijkwamen in 2001, beschrijven in detail de moeilijkheden die de VS in Jakarta hadden in het bijhouden en begrijpen van de gebeurtenissen in deze chaotische periode. "De ambassade . . . werd gehinderd in het rapporteren over gebeurtenissen in de gebieden buiten de hoofdstad door de algemene verwarring en chaos", vertellen de berichten.